# Gyál

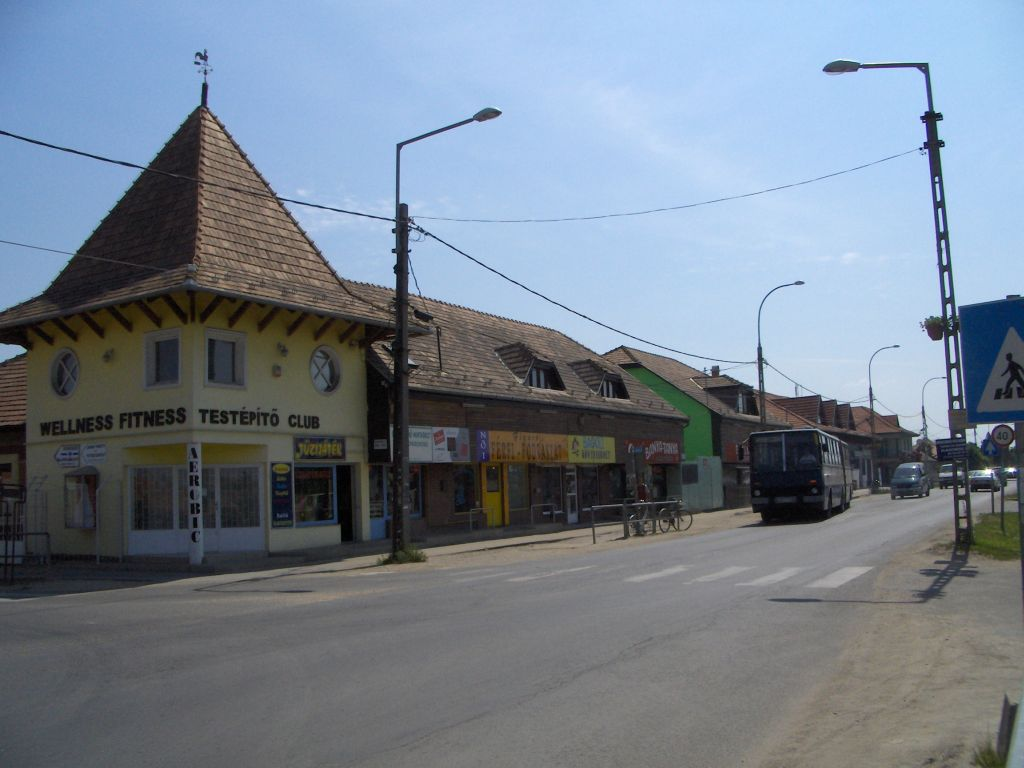
Gatubild från Gyál.

Gyál är en stad i provinsen Pest i Ungern i distriktet med samma namn. Gyál hade år 2019 ett invånarantal på 23 893 invånare.